# Bruno Wüstenberg
Bruno Thomas Wilhelm Wüstenberg (* 10. März 1912 in Duisburg; † 31. Mai 1984 in Freiburg) war ein deutscher Erzbischof und Diplomat des Heiligen Stuhls.

## Leben
Bruno Wüstenberg, Sohn eines Betriebsleiters der Krupp-Werke in Rheinhausen, studierte nach seinem Abitur 1931 katholische Theologie, zunächst als Bewohner des Collegium Albertinum an der Universität Bonn. Am Collegium Albertinum wurde er 1931 Mitglied der Theologenverbindung V.k.Th. Burgundia. Im Sommersemester 1934 studierte er an der Universität in Freiburg, wo er Mitglied der katholischen Studentenverbindung Bavaria im KV wurde. 1936 kam Wüstenberg an das Priesterseminar in Bensberg, das heutige Kardinal-Schulte-Haus, und empfing am 3. März 1938 im Hohen Dom zu Köln zusammen mit 71 anderen Kandidaten von Weihbischof Joseph Hammels die Priesterweihe.
Drei Wochen nach der Priesterweihe beurlaubte ihn der Kölner Erzbischof, Karl Joseph Kardinal Schulte,  zu seelsorglicher Aushilfe ins Bistum Rottenburg, wo Wüstenberg am 31. März 1938 Kaplansstellen zunächst in Ulm-Wiblingen und anschließend in Ulm-Soflingen übernahm. Zum 1. April 1939 wurde er zum Studium des Kirchenrechts an der Päpstlichen Universität Gregoriana in Rom freigestellt, das er mit der Promotion zum Dr. iur. can. abschloss. Gleichzeitig absolvierte er eine Ausbildung an der Päpstlichen Diplomatenakademie, die er 1942 mit der Erlangung des Diploms beendete.
Anschließend amtierte Wüstenberg von 1945 bis 1949 als Leiter der deutschsprachigen Abteilung für Kriegsgefangene des Staatssekretariats des Heiligen Stuhls, bevor ihn Papst Pius XII. zum Leiter der Abteilung für deutschsprachige Länder im Staatssekretariat bestellte. In dieser Funktion hat Wüstenberg – unbemerkt von einer weiteren Öffentlichkeit – wesentlich zu einer Aussöhnung zwischen der Römisch-katholischen Kirche in Deutschland und der deutschen Sozialdemokratie beigetragen, was zu einer Voraussetzung zur Bildung der Großen Koalition zwischen CDU/CSU und der SPD im Dezember 1966 wurde.
Am 24. Oktober 1966 wurde Wüstenberg als erster Deutscher der neueren Kirchengeschichte von Papst Paul VI. zum Titularerzbischof von Tyrus und Apostolischen Pro-Nuntius in Japan ernannt. Die Bischofsweihe empfing er am 11. Dezember 1966 im Kölner Dom durch den Erzbischof von Köln, Joseph Kardinal Frings. Kokonsekratoren waren der Apostolische Nuntius in Deutschland, Erzbischof Corrado Bafile, und der Kölner Weihbischof Wilhelm Cleven. An der Weiheliturgie nahm auch Bundespräsident Heinrich Lübke teil, der mit Wüstenberg verwandt war.
Nach siebenjähriger Tätigkeit in Japan ernannte Papst Paul VI. Wüstenberg am 19. Dezember 1973 zum Apostolischen Delegaten der Elfenbeinküste, von Benin, Togo und Guinea. Am 17. Januar 1979 erfolgte seine Ernennung zum Apostolischen Nuntius der Niederlande. 1984 verstarb Wüstenberg in Freiburg an den Folgen einer Gehirnembolie. Sein Grab fand er auf dem Domherrenfriedhof am Kölner Dom.
Wüstenberg stand in den späten dreißiger Jahren mit Otl Aicher in Verbindung. Er war auch befreundet mit Georg Hüssler, Präsident des Deutschen Caritasverbandes und der Caritas Internationalis.

## Die „Affäre Hochhuth“
Nach der Uraufführung von Rolf Hochhuths Theaterstück Der Stellvertreter am 20. Februar 1963, in dem der Autor Papst Pius XII. sein Schweigen gegenüber der nationalsozialistischen Judenverfolgung vorwirft, gab es immer wieder Spekulationen, Hochhuth sei während der Recherchen zu seinem Stück in Rom mit internen Informationen aus dem Vatikan versorgt worden. Als Informant wurde zunächst immer wieder Bischof Alois Hudal genannt. Dagegen offenbarte Hochhuth 1998, dass neben dem Privatsekretär des Papstes, Robert Leiber, Bruno Wüstenberg sein wichtigster Informant gewesen sei. Dies griff wenig später in einer Replik der Publizist und Historiker Hansjakob Stehle auf und verwies seinerseits auf das Jahr 1986, in dem ihm Hochhuth bei einer persönlichen Begegnung Wüstenberg und Hudal als seine „Haupt- und Kronzeugen“ benannt habe. Im Oktober 1999 bekräftigte Frank Ager, dass tatsächlich Wüstenberg der Informant gewesen sei, da er „sich aus Verärgerung über seine von Pius XII. verhinderte Karriere ,rächen’ wollte“. Auch der Historiker Michael F. Feldkamp griff ein Jahr später dieses Thematik auf, wies aber darauf hin, dass Ager für seine Behauptung keine Belege angeführt habe. 2007 allerdings erweiterte Feldkamp selbst die These vom Informantentum Wüstenbergs: „Andere verdächtigten den deutschen Priester im päpstlichen Staatssekretariat Bruno Wüstenberg, der sich habe rächen wollen, weil Pius XII. ihn wegen seiner homosexuellen Neigungen nie befördert habe.“

## Ehrungen und Auszeichnungen
- 1948: Päpstlicher Geheimkämmerer
- 1957: Päpstlicher Hausprälat
- 1958: Verdienstorden der Bundesrepublik Deutschland (Großes Verdienstkreuz)
- 1958: Großes Verdienstkreuz von Österreich
- 1960: Komtur des Ordens El Sol del Perú
- 1968: Verdienstorden der Bundesrepublik Deutschland (Großes Verdienstkreuz mit Stern)
- 1968: Goldenes Ehrenzeichen der Landsmannschaft Ostpreußen[10]
- Ritter des Ordens der Krone von Italien

## Schriften
- Der Papst sagt: Lehren Pius' XII. Deutsche Ausgabe von Bruno Wüstenberg / Pius XII. Nach den Vatikanischen Archiven zusammengestellt von Michael Chinigo, Frankfurt am Main ³1956.
- Der Papst an die Deutschen: Pius XII. als Apostolischer Nuntius und als Papst in seinen deutschsprachigen Reden und Sendschreiben von 1917 bis 1956. Nach den Vatikanischen Archiven hrsg. von Bruno Wüstenberg und Josip Žabkar, Frankfurt am Main ²1957.
- Gebete des Heiligen Vaters Pius XII. Hrsg. überarbeitet von Bruno Wüstenberg und Josip Žabkar, 4. erweiterte Auflage, München 1959.
- Der Vatikan und der Krieg, von Alberto Giovannetti. Aus dem Italienischen übersetzt von Antonius Funke. Mit einem Vorwort von Bruno Wüstenberg, Köln 1961.